# هانس بيتر بول
هانس بيتر بول (بالألمانية: Hans Peter Bull)‏ هو سياسي ألماني، ولد في 17 أكتوبر 1936 في ألمانيا. حزبياً، نشط في الحزب الديمقراطي الاجتماعي الألماني. وقد انتخب Federal Commissioner for Data Protection and Freedom of Information ‏ (14 فبراير 1978 – 16 مايو 1983).

## روابط خارجية
- هانس بيتر بول على موقع مونزينجر (الألمانية)